# Niom
Niom (nom occità) (en francès Nyons) és un municipi d'Occitània (i de França), pertanyent a la regió tradicional del Delfinat, a la comarca de les Baronies Delfineses, al departament de la Droma i a la regió administrativa d'Alvèrnia-Roine-Alps. Té 7 107 habitants (2007).
- Agermanaments: Nules